# Vadårå Vadårå
Vadårå Vadårå är ett musikalbum av Jonas Knutsson och Mats Öberg, utgivet 1995 av SEG Records.

## Låtlista
Alla låtar är skrivna av Jonas Knutsson om inget annat anges.
1. "Jamarianne" – 4:15
2. "Softma" (Öberg) – 6:27
3. "Frasse" – 6:26
4. "Flower In the Sky" (Musik: Knutsson – text: Matthias Johannesen) – 6:22
5. "Magneton" – 5:49
6. "Färdtjänst till Saturnus" (Öberg) – 6:19
7. "Container 610" (Knutsson, Öberg) – 3:21
8. "Längtan" – 6:14
9. "Pygmes" – 6:12
10. "Take Off" – 7:06
11. "Jag väger dimman" (Musik: Knutsson – text: Katarina Kieri) – 4:00
12. "Grobian karavan" (Öberg) – 8:49
13. "Herr Bofink" (Knutsson arr. Öberg) – 4:17

Total tid: 74:17

## Medverkande
- Jonas Knutsson — sopransaxofon, altsaxofon, barytonsaxofon, sång
- Mats Öberg — piano, munspel, sång